# Eissportverein Zug
Gli EV Zug sono una squadra di hockey su ghiaccio svizzera, fondata nel 1967 con sede a Zugo. Attualmente la squadra milita nel massimo campionato svizzero, la National League. Il presidente della squadra è Roland Staerkle, mentre l'allenatore è Dan Tangnes.

## Giocatori celebri
- Campionato del mondo:

Mike Fisher: 2005
Reto Suri: 2013

## Palmarès

### National League A
3 vittorie
- 1998
- 2021
- 2022